# Out to Innovate
Out to Innovate (anciennement National Organization of Gay and Lesbian Scientists and Technical Professionals (NOGLSTP)) est une association professionnelle visant à éduquer la communauté scientifique sur les questions LGBT, ainsi qu’à donner de la visibilité aux personnes LGBT dans le monde scientifique.

## Histoire
L’idée d’une association nationale pour les scientifiques gays et lesbiens émerge en janvier 1980, lors du meeting annuel de l’Association américaine pour l'avancement des sciences (AAAS). Lors de ce meeting, une session était dédiées aux problèmes découlant de l’homophobie dans le monde scientifique. Un des problèmes discuté était l’impossibilité pour les étrangers LGBT d’entrer sur le territoire américain, empêchant alors à ces scientifiques d’assister à des meetings aux États-Unis.
En 1983, l’association élit son premier bureau de direction, crée une base de membre et lance une newsletter. Les premières activités de la NOGLSTP étaient de surveiller le degré d’homophobie rencontré par les scientifiques, particulièrement en Californie, ainsi que de l’éducation. Elle présente ses résultats lors de deux meeting de l’AAAS, dans un symposium intitulé « Homophobia and Social Attitudes : Their Ipmact on AIDS Research » (Homophobie et attitudes sociales : Leur impact sur la recherche sur le SIDA), et lors d’une session intitulé « Homophobia in the Scientific Workplace » (l’Homophobie dans l’environnement de travail scientifique). L’association deviens un affilié de l’AAAS en 1994.
Depuis 2004, l’association distribue des prix annuellement aux personnalités LGBTQ+ de l’année.
En 2012, la NOGLSTP présente un sommet d’un jour nommé Out to Innovate, rassemblant 200 participants. Après cet évenement, ce nom sera de plus en plus utilisé par l’association, puis deviendra officiel en 2021 car plus inclusif,.

## Programmes et partenariats

### Out Astronaut Project
En juillet 2019, Out to Innovate s’associe avec le Out Astronaut Project, une association à but non lucratif ayant pour objectif d’envoyer le premier astronaute ouvertement LGBTQ+ dans l’espace. L’objectif du partenariat est de « donner des opportunités aux personnes LGBTQ de devenir activement impliqué dans la recherche spatiale ». Le 24 septembre 2019, le Out Astronaut Project annonce sur Facebook avoir trouvé le vainqueur de la première phase du projet.

### Prix annuels de reconnaissance des personnalités LGBTQ+
La NOGLSTP émet des prix de reconnaissance pour les personnalités LGBTQ+ pour leurs travaux dans les sciences. En plus des 4 prix nominatifs, elle remet également des prix aux associations et entreprises, de manière moins régulière.
| Année | Prix Walt Westman     | Scientifique              | Ingénieur            | Éducateur            |
| ----- | --------------------- | ------------------------- | -------------------- | -------------------- |
| 2004  | Rochelle Diamond      | Larry Wagner              |                      | —                    |
| 2005  | —                     | Sim Aberson               | Lynn Conway          | —                    |
| 2006  | Michael Parga         | Kerry Sieh (en)           | Peter Ventzek (en)   | Denice Denton (en)   |
| 2007  | Christopher Bannochie | Carolyn Bertozzi          | Tim Gill (en)        | Karl Mauzey          |
| 2008  | —                     | Arnold Zwicky (en)        | Michael Steinberg    | Michael Falk         |
| 2009  | —                     | James Nowick (en)         | Anthony J. Gingiss   | Virginia Uribe (en)  |
| 2010  | —                     | Jesse Michael Bering (en) | Jay Keasling (en)    | Donna Riley (en)     |
| 2011  | —                     | Bill Hendrix              | William Huffman      | Ron Buckmire (en)    |
| 2012  | Amy Ross              | Martin Lo (en)            | —                    | Mark Pope (en)       |
| 2013  | —                     | —                         | Charles Lickel       | —                    |
| 2014  | John Burke            | Nergis Mavalvala          | Christine Bland      | Timothy Atherton     |
| 2017  | Barbara Belmont       | Matthew McGill            | Wolfgang Sigmund     | Anthony Butterfield  |
| 2018  | —                     | Dannelle Tanner           | David Taubenheim     | Biswajit “Bish” Paul |
| 2019  | Lauren Esposito       | Jon Freeman (en)          | Arianna Morales      | Benny Chan           |
| 2020  | —                     | Sean Whelan (en)          | Jonathan Dell        | Sara Brownell        |
| 2021  | Daniele Cherniak      | Joseph Romano             | Guillermo Díaz-Fañas | Miles Ott            |
| 2022  | —                     | Jane Rigby                | Bree Fram            | Luis Leyva           |